# 李時新
李時新（1437年—？），字節之，浙江紹興府餘姚縣人，民籍，明朝政治人物。進士出身。

## 生平
早年出身縣學生，浙江鄉試第八十七名。成化十四年（1478年）戊戌科會試第二百六十三名，殿試登進士第三甲第二百二十八名。

## 家族
曾祖父李□。祖父李厚。父亲李誼。母陳氏。具慶下。娶章氏，继娶趙氏。